# Pavillion
Pavillion é uma cidade  localizada no estado norte-americano de Wyoming, no Condado de Fremont.

## Demografia
Segundo o censo norte-americano de 2000, a sua população era de 165 habitantes.
Em 2006, foi estimada uma população de 166, um aumento de 1 (0.6%).

## Geografia
De acordo com o United States Census Bureau tem uma área de
0,5 km², dos quais 0,5 km² cobertos por terra e 0,0 km² cobertos por água. Pavillion localiza-se a aproximadamente 1646 m acima do nível do mar.

## Localidades na vizinhança
O diagrama seguinte representa as localidades num raio de 68 km ao redor de Pavillion.